# Winthrop (Washington)
Winthrop az Amerikai Egyesült Államok északnyugati részén, Washington állam Okanogan megyéjében elhelyezkedő város. A 2010. évi népszámlálási adatok alapján 394 lakosa van.

## Történet
A térség első lakói a Methow, Twisp és Chewuch folyók partján vadászó és gyűjtögető indiánok voltak. Fehér bőrű szőrmekereskedők először a tizenkilencedik században látogattak ide.
1868-ban a Slate-pataknál aranyat találtak; az első fehér telepesek (James Ramsey, Ben Pearrygin és Guy Waring) 1883-ban ezért érkeztek ide. Waring 1891-ben családjával a Chewuch és Methow folyók találkozásánál telepedett le; otthonukban ma a Shafer Múzeum működik. Habár Waringet ismerik el a település alapítójaként, a helység névadója Theodore Winthrop író. Winthrop 1893-ban leégett, azonban az 1891-ben emelt Duck Brand szalon fennmaradt; épületében ma a városháza található.
A Winthrop folyó északi ágán átívelő hidat az 1894-es árvíz elmosta; a műtárgyat Tom Hart ezredes egy évvel később a Slate-patakon építtette újjá. Winthropban ekkor egy fűrésztelep és több tejüzem működött; valamint a marhatenyésztés mellett a közeli bányákat látták el.
1915-ben néhány, a Slate-patak mentén működő bánya kivételével minden kitermelő létesítmény megszűnt. Winthrop 1924. március 12-én kapott városi rangot.
A Washington State Route 20 1972-es elkészültekor a helyiek számoltak a turizmus növekedésével, ezért a város vadnyugati tematikájú átalakítása mellett döntöttek.
2012-ben a National Motorists Association az ötvenezer főnél kevesebb lakosú települések közül Winthropot a „sebességcsapdák” tekintetében a második legrosszabbnak választotta.

## Éghajlat
A város éghajlata meleg nyári kontinentális (a Köppen-skála szerint Dfb).
| Hónap                         | Jan.  | Feb.  | Már.  | Ápr.  | Máj. | Jún. | Júl. | Aug. | Szep. | Okt.  | Nov.  | Dec.  | Év    |
| ----------------------------- | ----- | ----- | ----- | ----- | ---- | ---- | ---- | ---- | ----- | ----- | ----- | ----- | ----- |
| Rekord max. hőmérséklet (°C)  | 13,9  | 16,7  | 26,1  | 31,7  | 37,8 | 38,9 | 41,1 | 40,6 | 37,8  | 30,6  | 20,0  | 16,1  | 41,1  |
| Átlagos max. hőmérséklet (°C) | −0,6  | 3,9   | 10,6  | 16,7  | 21,7 | 25,6 | 30,0 | 30,0 | 25,6  | 16,7  | 5,6   | −1,7  | 15,4  |
| Átlagos min. hőmérséklet (°C) | −9,4  | −7,8  | −3,3  | 0,0   | 4,4  | 7,8  | 10,0 | 9,4  | 5,0   | 0,0   | −3,9  | −10,0 | 0,2   |
| Rekord min. hőmérséklet (°C)  | −35,6 | −32,8 | −23,9 | −10,6 | −6,7 | −2,2 | −0,6 | −1,7 | −7,8  | −15,0 | −26,7 | −44,4 | −44,4 |
| Átl. csapadékmennyiség (mm)   | 50    | 35    | 26    | 19    | 28   | 30   | 19   | 14   | 11    | 27    | 53    | 64    | 376   |
| Forrás: The Weather Channel   |       |       |       |       |      |      |      |      |       |       |       |       |       |

## Népesség
A 2010-es népszámláláskor a városnak 394 lakója, 205 háztartása és 109 családja volt. A népsűrűség 162,8 fő/km2. A lakóegységek száma 300, sűrűségük 124 db/km2. A lakosok 97,5%-a fehér, 0,5%-a afroamerikai,    0,8%-a egyéb, 1%-a pedig kettő vagy több etnikumú. A spanyol vagy latino származásúak aránya 4,3% (3,6% mexikói,   0,8% egyéb spanyol vagy latino származású.)
A háztartások 21%-ában élt 18 évnél fiatalabb. 40% házas, 9,8% egyedülálló nő, 3,4% egyedülálló férfi, 46,8% pedig nem család. 43,4% egyedül élt; 16,6%-uk 65 éves vagy idősebb. Egy háztartásban átlagosan 1,92 személy élt; a családok átlagmérete 2,59 fő.
A medián életkor 47,9 év volt. A város lakóinak 17,8%-a 18 évesnél fiatalabb, 6,1% 18 és 24 év közötti, 21,8%-uk 25 és 44 év közötti, 35,4%-uk 45 és 64 év közötti, 19%-uk pedig 65 éves vagy idősebb. A lakosok 49%-a férfi, 51%-a pedig nő.

## Látnivalók és sport

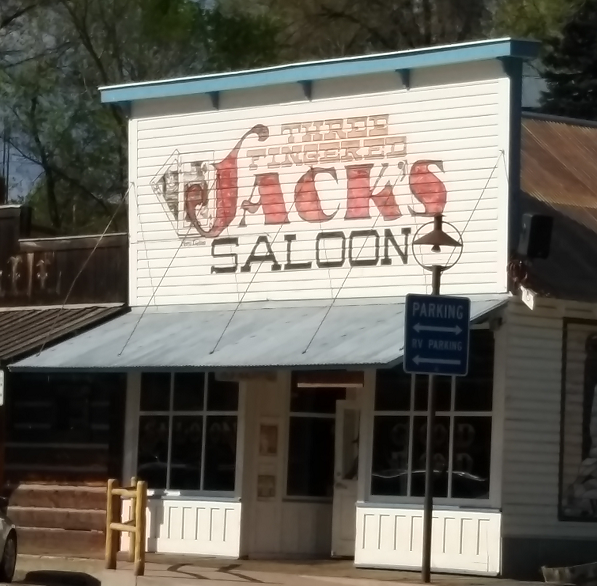
A szalon épülete

A vadnyugati tematikájú újjáépítéshez az ötletet a Solvang által inspirált Leavenworth városa adta. Winthropban található Washington állam legrégebbi szalonja.
Winthrop környékén kettőszáz kilométernyi sífutásra alkalmas terület van, emellett népszerű a sziklamászás, a hegymászás, a kerékpározás, a vadvízi evezés, a lovaglás, a vadászat, a horgászat, a golf és a városnézés is.
A régióban rendezik meg a Winthrop Rhythm and Blues Festivalt, valamint a Methow Valley Chamber Music Festivalt is.

## Fordítás
Ez a szócikk részben vagy egészben  a   Winthrop, Washington című angol Wikipédia-szócikk ezen változatának fordításán alapul.  Az eredeti cikk szerkesztőit annak laptörténete sorolja fel. Ez a jelzés csupán a megfogalmazás eredetét és a szerzői jogokat jelzi, nem szolgál a cikkben szereplő információk forrásmegjelöléseként.